# Svarttjärnen (Stensele socken, Lappland, 719798-159532)
Svarttjärnen är en sjö i Storumans kommun i Lappland och ingår i Umeälvens huvudavrinningsområde.